# Riostra

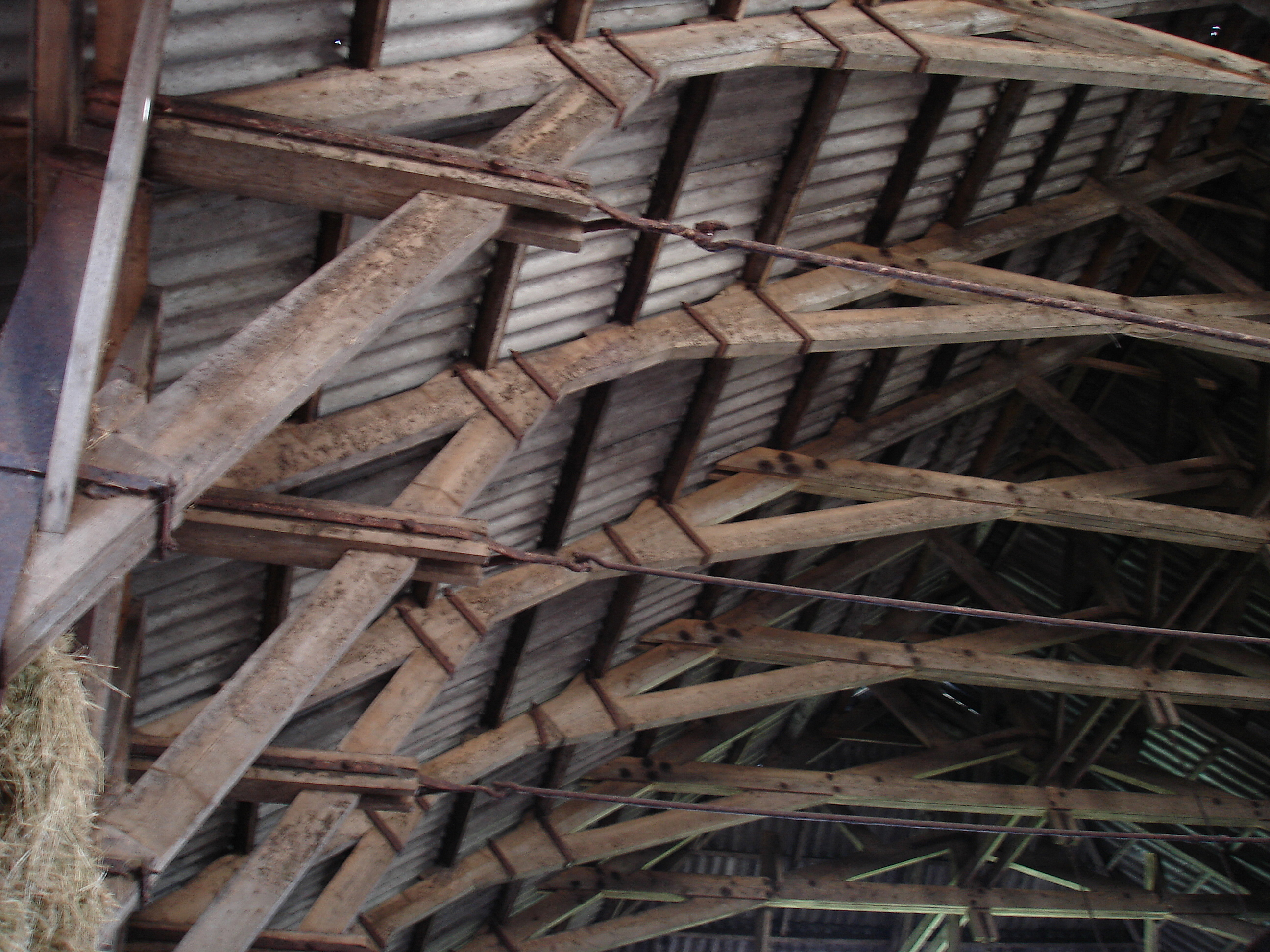
Las riostras son los maderos oblicuos que sostienen las vigas apoyados en la pared.

Una riostra también llamado riostra de esquina o tornapuntas de esquina, es una pieza estructural de madera o metal que unida oblicuamente a otra vertical sirve de sostén a una tercera horizontal o inclinada, como un refuerzo.  

## Arquitectura y construcción
La riostras son comunes en el entramado de madera, en donde se utilizan como soporte. Con frecuencia, las riostras se encuentran en la estructura del techo desde una viga de amarre o un poste principal hasta una viga principal. Las riostras pueden estar aplomadas o inclinadas verticalmente y pueden ser rectos o curvos.